# Tommaso di Marga
Tommaso di Marga, in siriaco Tomā bar Ya'qubh (IX secolo), è stato un monaco cristiano, vescovo cristiano orientale e scrittore siro.

## Biografia
Scarse sono le note biografiche di Tommaso, per lo più desunte dalla sua opera. Suo padre Giacomo (Ya'qubh) era originario di un villaggio chiamato Nehchon (Neḥšōn) nella diocesi di Salakh, regione a sud-ovest del Lago di Urmia. 

Nell'832 Tommaso entrò come monaco nel monastero di Beth Abe, fondato alla fine del VI secolo e situato presso il Grande Zab a circa 80 km a nord-est di Mosul. In seguito divenne segretario del patriarca Mar Abramo II (837-850), che lo nominò vescovo di Marga, nel cui territorio si trovava il monastero di Beth 'Abhe. La data della sua morte, come quella della sua nascita, sono sconosciute.

## IlLiber Superiorum
Tommaso di Marga è noto nella storia della letteratura siriaca per aver composto un'opera di storia ecclesiastica, il Liber Superiorum, ossia il Libro dei Superiori del Monastero, o Storia monastica. Questo testo si trova inserito nel manoscritto Vaticanus Syriacus 165, datato luglio 1663 e portato dall'Oriente a Roma da un prete maronita, André Scandar, ai tempi di papa Innocenzo XIII (1721-1724).
L'opera si compone di sei parti o libri. Secondo gli studi di Jean-Marie Fiey, il libro VI, scritto per primo, è la continuazione di una Storia del monastero di Rabban Quprianā; i libri I-V, redatti più tardi, quando Tommaso era già vescovo (dopo l'850), costituiscono una storia degli uomini e dei monaci che si sono succeduti nel monastero di Beth Abe. L'opera tuttavia rappresenta qualcosa di più di una semplice storia dei due monasteri, perché in essa è racchiusa la storia della Chiesa d'Oriente dal VI al IX secolo e ne costituisce una delle principali fonti di riferimento. Vi si tratta infatti della vita interna della Chiesa (dibattiti teologici, evoluzione della liturgia, - per esempio l'introduzione della musica sacra nella diocesi di Marga -, fondazione di monasteri e di scuole, imprese missionarie in Asia, ecc.), ma anche dei suoi rapporti con l'impero Sasanide e successivamente con i califfi di Baghdad.
Il Liber Superiorum è stato pubblicato per la prima volta da Ernest Alfred Thompson Wallis Budge nel 1893, con il titolo The Book of Governors: The Historia Monastica of Thomas Bishop of Margâ, con testo in siriaco e traduzione in inglese. Nel 1901 Paul Bedjan ha pubblicato una seconda edizione critica, limitandosi alla pubblicazione del testo in siriaco con ampia introduzione in francese.